# Petrovka (Griazi)
Petrovka (en rus: Петровка) és un poble de l'óblast de Lípetsk, a Rússia, que el 2013 tenia 691 habitants. Pertany al districte rural de Griazi.